# 深夜喫茶スジガネーゼ
『深夜喫茶スジガネーゼ』（しんやきっさ・スジガネーゼ。番組ロゴは「Night Cafeスジガネーゼ」）は、フジテレビジョンで毎週土曜深夜（日曜未明）、その他一部地方系列局でも放送されていたテレビのトーク番組である。
東京都港区にある架空の街・筋金台の喫茶店を舞台に、各界で活躍する筋金入りの達人たち「スジガネーゼ」が集まり、マスターの綾小路翔と、常連客の森山直太朗、さらにアシスタントのバニーガールの面々と気さくなトークを展開する。
衛星放送（有料CS）のフジテレビNEXTでは、地上波での放送で収まり切れなかったオフショットも含めた1時間バージョンの「深夜喫茶スジガネーゼ<延長営業>」と題した番組も毎月1回放送されている。

## スタッフ
- ディレクター：太田秀司、吉田悠太、塩澤駿介
- チーフディレクター：中嶋亮介
- プロデューサー：中村峰子、大野真希
- チーフプロデューサー：三浦淳
- 制作協力：ビー・ブレーン
- 制作：フジテレビ編成局制作センター第二制作室（旧バラエティ制作センター→制作局第二制作センター）
- 製作著作：フジテレビ

### 過去のスタッフ
- プロデューサー：河本晃典
- チーフプロデューサー：浜野貴敏